# За тебе брига ме
За тебе брига ме је дебитантски студијски албум фолк певача Јоце Стефановића издат 2010. године за Гранд продакшн. Објављен је у тиражу од 30 хиљада примерака. Песма Циганка мала је обрада песме Славише Вујића, а Кафана је моја судбина обрада песме Томе Здравковића. На албуму су радили Владимир Стефановић, Раде и Саша Ковачевић (песма Фалиш ми ти), Славко Стефановић, док је аранжмане радио сам певач.

## Списак песама
1. За тебе брига ме
2. Запиши дан
3. Душа ми је старија од тела
4. Идем без тебе даље
5. Само јави
6. Фалиш ми ти
7. Циганка мала
8. Кафана је моја судбина